# Semnopithecus ajax
O langur-cinzento-de-caxemira (Semnopithecus ajax) é uma das 7 espécies de Semnopithecus. Como o nome indica, é nativo da Caxemira.

## Estado de conservação
Devido à perda de habitat relacionadas a atividades humanas, esta espécie está listada como ameaçada. Estima-se que haja menos de 250 indivíduos maduros.